# Le Bataillon du ciel
Pour plus de détails, voir Fiche technique et Distribution.
Le Bataillon du ciel est un film français en deux parties, réalisé par Alexandre Esway, sorti en mars 1947 puis en avril de la même année. Il est tourné parallèlement à l'écriture du roman Le Bataillon du ciel de Joseph Kessel et relate les faits d'armes authentiques d'un bataillon de parachutistes de la France libre à la fin de la Seconde Guerre mondiale.
Avec 8,6 millions d'entrées cumulées pour ses deux parties, Le Bataillon du ciel est, à l'époque, le film le plus vu en France depuis La Grande Illusion (12 millions d'entrées, en 1937). En 2020, il est encore à la 41e place du classement des plus gros succès du box-office en France.

## Synopsis
Ce film est divisé en deux parties correspondant à deux époques.
- 1re époque : Ce ne sont pas des anges (sorti le 5 mars 1947[1]). C'est la chronique d'un camp d'entrainement, en Angleterre, d'un bataillon de parachutistes SAS (Special Air Service) de la France libre pendant la Seconde Guerre mondiale.
- 2e époque : Terre de France (sorti le 16 avril 1947). Le bataillon, largué en Bretagne la veille du débarquement du 6 juin 1944, sabote les installations de l'armée allemande, avec l'aide des maquisards bretons, pour empêcher celle-ci de rejoindre la Normandie, libérée par les Alliés.

C'est l'histoire romancée du colonel Pierre-Louis Bourgoin, du capitaine Pierre Marienne et du 2e régiment de chasseurs parachutistes SAS.

## Fiche technique
- Titre : Le Bataillon du ciel
- Réalisation : Alexandre Esway, assisté de  Bernard Borderie, Robert Bossis et Robert Darène
- Scénario et dialogues : Joseph Kessel
  - Adaptation : Joseph Kessel et Marcel Rivet
- Musique Manuel Rosenthal et Maurice Thiriet
- Décors : Raymond Nègre
- Photographie : Nicolas Hayer
- Son : William Robert Sivel
- Montage : Leonide Azar
- Coopération technique : Jean-Claude Bonnardot
- Production : Raymond Borderie
- Direction de production : Léopold Schlosberg
- Société de production : Pathé Cinéma
- Pays de production :   France
- Format : noir et blanc - 35 mm - 1,37:1 - son mono
- Genre : Film dramatique, Film de guerre
- Durée : 160 minutes (2 h 40)
- Année de production : 1945
- Date de sortie : 
  - France : 5 mars 1947
- Affiche : Jean Mascii (France)

## Distribution
- Pierre Blanchar : Capitaine Ferane (inspiré du capitaine Pierre Marienne)
- René Lefèvre : François
- Janine Crispin : Berthe Servais (2e époque)
- Jean Wall : Capitaine médecin Ben Sassem (inspiré du Capitaine Sasoon Meyer, tombé dans les Ardennes le 24 décembre 1944)
- Daniel Mendaille (crédité D. Mendaille) : Baron de Brandoz (2e époque)
- Marcel Mouloudji (crédité Mouloudji) : le Canaque (inspiré du caporal Émile Bouétard)
- Christian Bertola : Lieutenant de Carrizy
- Charles Moulin : le Gorille
- Luc Andrieux (crédité Andrieux) : Brizeux
- Nicolas Vogel : Veran
- Daphne Courtney : June Ferguson (1re époque)
- John Howard : le sergent instructeur (1re époque)
- Pamela Stirling : Molly, la petite amie de Paname (1re époque)
- Charles Rolfe : MacIntyre, le barman anglais (1re époque)
- Pierre Louis : Victor Drobel, le boxeur
- André Le Gall : Quérec, le Breton
- Henri Nassiet : Colonel Bouvier (inspiré du lieutenant-colonel Bourgoin, également manchot, et de Jean-Marie Bouvier O'Cottereau, premier recruteur du 3e RCP)
- Raymond Bussières : Paname
- Les acteurs non crédités :
  - Lallier : Roustan
  - Henri San Juan : un parachutiste français
  - Fernand Bellan : Lieutenant Lacoste (1re époque)
  - Joé Davray : un parachutiste français (1re époque)
  - Jean Lanier : le para avec Drobel et Veran au bar (1re époque)
  - Vanna Urbino : la petite amie de François (1re époque)
  - Andrée Debar : une plieuse de parachutes avec Molly (1re époque)
  - Lucien Clody : un para norvégien dansant le Lambeth Walk (1re époque)
  - Jacques Ducrez : le para norvégien soulevant une barrique (1re époque)
  - Lucien Fleurot : le para norvégien déclenchant la bagarre (1re époque)
  - Paul Barge : l'aubergiste (2e époque)
  - Paul Faivre : Emile (2e époque)
  - Howard Vernon : un officier allemand (2e époque)
  - Jo Dest : un officier allemand (2e époque)
  - Claude Vernier : l'officier allemand caressant un chat (2e époque)
  - Georges Patrix : l'officier allemand dans un monastère (2e époque)
  - Max Hermann : un officier allemand à la réunion des officiers (2e époque)
  - Fritz Schmiedel : un prisonnier allemand (2e époque)
  - Colette Regis : la mère supérieure (2e époque)
  - Christian Simon : le gamin qui avertit les paras français (2e époque)

## Accueil
Box-office France 1947 : 7 883 092 entrées (dont 1 631 690 à Paris)
Box-office France au 31 mars 2018 : 8 676 496 entrées

## À noter
- Ce film relate des faits réels. En effet, de juin à août 1944, lors de la libération de la Bretagne, 77 parachutistes SAS furent tués et 195 blessés.
- Jusqu'en 1952, les trois films qui ont généré le plus d'entrées dans les salles de cinéma françaises sont des films de guerre : outre Le bataillon du ciel (8,6 millions d'entrées en mars et avril 1947)[1], il y a La grande illusion (12 millions d'entrées en juin 1937) qui traite de la première guerre mondiale et Pour qui sonne le glas (8,3 millions d'entrées, en juin 1947) qui évoque la guerre d'Espagne.